# 女のそろばん
『女のそろばん』（おんなのそろばん）は、1979年11月19日から1980年6月2日までテレビ朝日系列の「月曜劇場」枠で放送されたテレビドラマ。全26回。

## 概要・あらすじ
新興財閥の小野寺家を舞台に、娘夫婦、孫夫婦、勘当された長男の夫婦に会長の愛人なども加わり、小野寺コンツェルンの初代・二代目・三代目とそれぞれ異なる暮らしぶりなどを通して、愛と財産を巡り、色と欲望にうごめく一族の世代間、男女間の考え方や心理のギャップなどを描いたホームドラマ。この一族のドラマの流れを解く鍵が『愛』ではなく、それが計算尽くであるのを表す『そろばん』で、愛情さえもそろばん勘定とする女の打算の凄まじさを表現するのが本作のタイトルの由来とされている。

## キャスト
- 小野寺綾子：新珠三千代
正樹の妻。
- 小野寺正樹：高橋昌也
和正の息子で、小野寺コンツェルンの二代目。
- 小野寺映子：草笛光子
正樹の妻で、早苗の母。
- 小野寺浩一：南条弘二
忠夫と江美子の息子（和正の孫）。小野寺コンツェルンの三代目。
- 小野寺早苗：山本みどり
綾子と正樹との娘。スチュワーデス。
- 小野寺忠夫：立原博
浩一の父。婿入り。
- 小野寺江美子：久保菜穂子
正樹の娘で、忠夫の妻、浩一の母。
- 小野寺和正：小沢栄太郎
小野寺コンツェルン初代会長。
- 小野寺幸江：近松麗江
和正の妻。
- 狩野洋子：田坂都
公平の娘。
- 狩野公平：金田龍之介
大都銀行頭取。
- 鈴木恭太：村野武範
早苗の恋人。
- 榎本千津子：日夏悠理
映子の友人で、公平の愛人。
- 長田清美：夏純子
和正の秘書。
- 川内三重子：浅茅陽子
女学生で、忠夫の愛人。
- 川内八重：大鹿次代
三重子の母で、正樹の付添婦。
- 恭太の両親：小栗一也、風見章子

## スタッフ
- 作：平岩弓枝
- 演出
  - 藤原英一（#1、#2、#5、#6、#7、#11、#12、#15、#16、#17、#21、#22、#25、#26）
  - 稲垣健司（#3、#4、#8、#9、#10、#13、#14、#18、#19、#20、#23、#24）

- 音楽
  - 主題歌：「それから」ジョリー・ランバーズ
  - 挿入歌：「ビールの泡」ジョリー・ランバーズ、「愛すれど心淋しく」夏純子